# Gene Clark
Harold Eugene Clark (17 de novembre de 1944 – 24 de maig de 1991) va ser un cantautor nord-americà i membre fundador de la banda de folk rock The Byrds. Clark va ser el compositor principal del grup durant els seus primers dos LPs i també coautor d'un dels temes més revolucionaris de la banda, "Eight Miles High", que va coincidir amb la seva sortida. Com a artista en solitari, al llarg de la segona meitat dels 60 i dels 70 va signar diversos àlbums molt influents, però sense aconseguir l'èxit comercial i convertit progressivament en una figura de culte. El 1991, poc abans de morir, va ser inclòs al Saló de la Fama del Rock and Roll com a membre dels Byrds.

## Trajectoria

#### Amb The Byrds (1964-66)
Gene Clark va ser un dels fundadors de The Byrds, juntament amb Roger McGuinn (llavors conegut com Jim) i David Crosby, el 1964 a Los Angeles. Tots tres eren cantants de folk amb ganes de provar nous sons després d'haver vist la pel·lícula A hard day's night protagonitzada pels Beatles. El trio va reclutar Chris Hillman i Michael Clarke com a baixista i bateria, respectivament, per tal de poder adoptar un format de banda eléctrica. Sota el guiatge de Jim Dickson, The Byrds es van convertir en el grup de moda a Hollywood. Amb el seu primer single, una adaptació rock de la cançó "Mr. Tambourine Man" de Bob Dylan, van aconseguir a més l'èxit comercial.
Tot i que els singles generalment es reservaven per a temes de Dylan i altres autors folk, amb McGuinn com a vocalista principal, Clark era el compositor més destacat del grup, i les seves cançons ("I'll Feel A Whole Lot Better", "Here Without You", "She Don't Care About Time" o "Set You Free This Time") van omplir les cares B i els dos primers LPs de The Byrds, amb els que van definir el gènere del folk rock. Clark també va estar present en l'arrencada de la següent innovació estilística protagonitzada per The Byrds: la psicodèlia: "Eight Miles High", el senzill que va obrir aquesta nova era, era una composició principalment seva. Tot i això, les tensions internes i la por a volar de Clark, entre d'altres, van determinar la seva sortida del grup.

#### En solitari (1967-1974)
El primer disc en solitari de Gene Clark, Gene Clark with the Gosdin Brothers (1967), va demostrar que era capaç d'oferir la seva pròpia versió del pop psicodèlic, al mateix temps que apuntava al country-rock ("Tried so hard") o les balades orquestrals ("Echoes").
Seguidament, Clark es va ajuntar amb Doug Dillard, procedent del grup de bluegrass The Dillards, amb qui va enregistrar dos LPs més. El primer, sobretot, és considerat una de les obres pioneres del country-rock i destaca per la seva sonoritat acústica. De nou en solitari, White Light (1971) era un disc encara més auster, amb protagonisme de guitarra acústica, harmònica i veu.
Clark es va reunir breument amb el quintet original de The Byrds per tal d'enregistrar un LP homònim. El disc no va respondre a les expectatives generades, però va fer que David Geffen es fixés en Clark i el fitxés per a la seva discogràfica Asylum. El disc resultant, No Other (1974) és considerat l'obra mestra de Clark: "Un treball ambiciós i expansiu que mescla perfectament country, folk, gospel modulat per jazz, blues urbà i rock lleuger de L.A. en un cicle de cançons que reflecteix mitjans dels anys 70 millor que res d'aquell temps, mentre continua obsessionant el present amb la seva rellevància". Tot i això, el disc va suposar un fracàs comercial i econòmic, a causa del seu elevat cost.

#### Darrers anys (1975-91)
Clark no es va recuperar del fracàs de No Other i ja no va tornar a la primera línea, amb enregistraments més espaiats i per a discogràfiques independents. Tampoc va poder treure rendiment d'una nova breu reunió amb Roger McGuinn i Chris Hillman. Amb una salut debilitada per l'abús de l'alcohol i les drogues, Clark va sobreviure bona part dels anys 80 liderant gires de tribut a The Byrds amb músics de segona categoria, el que va provocar el distanciament dels seus excompanys. La possible reconciliació arran de la inclusió del grup al Rock and Roll Hall Of Fame va arribar massa tard, ja que Clark moria només unes setmanes més tard, amb només 46 anys.

## Tribut
El grup de pop-rock català Sidonie va titular "(Ahora entiendo a) Gene Clark" el primer tema del seu primer disc homònim, publicat el 1999.

## Discografia

#### Àlbums amb The Byrds
- Mr. Tambourine Man (1965)
- Turn! Turn! Turn (1965)
- The Byrds (1973)

###### Àlbums com a Dillard & Clark
- The Fantastic Expedition of Dillard & Clark (1968)
- Through The Morning, Through The Night (1969)

###### Àlbums com a McGuinn, Clark & Hillman
- McGuinn, Clark & Hillman (1979)
- City (1980)

###### Àlbums en solitari
- Gene Clark with the Gosdin Brothers (1967)
- White Light (1971)
- Roadmaster (1972)
- No Other (1974)
- Two Sides To Every Story (1977)
- Firebyrd (1984)
- So Rebellious A Lover (1986, amb Carla Olson)